# Italo Mazzero
Italo Mazzero (San Canzian d'Isonzo, 10 dicembre 1936 – Gorizia, 29 luglio 2005) è stato un calciatore italiano, di ruolo attaccante.

## Carriera
Centravanti cresciuto calcisticamente prima nelle giovanili del Pieris e poi della Pro Gorizia, nel 1956 approda alla Triestina, con cui esordisce in Serie A nella stagione 1956.1957, disputando 22 incontri e mettendo a segno 5 reti (fra cui una doppietta nella sconfitta esterna con la Juventus), non sufficienti ad evitare la retrocessione degli alabardati. Con i giuliani vince quindi il campionato di Serie B 1957-1958, nel quale va a segno in 8 occasioni, quindi viene acquistato dal Torino.
In granata Mazzero è coinvolto nella negativa stagione 1958-1959, che vede la prima retrocessione in B della storia del Torino, quindi partecipa al successo nel campionato cadetto 1959-1960 e disputa il campionato di Serie A 1960-1961, chiuso al dodicesimo posto.
Nel 1961 viene ceduto al Mantova che ha appena concluso la scalata dalla IV Serie alla Serie A in sole quattro stagioni. Resta coi virgiliani per quattro stagioni, di cui le prime tre da titolare, fino alla retrocessione della stagione 1964-1965, andando a segno in campionato in 19 occasioni. Particolarmente positiva è la stagione di esordio (1961-1962), nella quale realizza 8 reti in campionato e 3 in Coppa Italia, risultando capocannoniere ex aequo del torneo.
In carriera ha totalizzato complessivamente 150 presenze e 33 reti in Serie A e 56 presenze e 12 reti in Serie B.

## Palmarès

### Club

#### Competizioni nazionali
- Serie B: 2

Triestina: 1957-1958
Torino: 1959-1960

#### Individuale
- Capocannoniere della Coppa Italia: 1

Coppa Italia 1961-1962 (3 gol)